# Casa de Expósitos de Vizcaya
La Casa de Expósitos de Vizcaya (España) se inauguró en   1883 en unos terrenos de la anteiglesia de Begoña cedidos por el Ayuntamiento de Bilbao. Su promotor fue el párroco Lorenzo de Castañares, y contaba con 3 plantas y capacidad para más de un centenar de niños.
En 1895, se construyó la Casa de Maternidad, aledaña a la de Expósitos, donde ingresaban las mujeres que daban a luz  con intención de abandonar el hijo.
En 1924, el desarrollo alcanzado por las especialidades médicas motivó que se contratara, por separado, a un médico puericultor y a otro ginecólogo, para atender a ambos establecimientos benéficos.
El Centro se clausuró en los años ochenta del siglo XX.

## Antecedentes históricos
Las causas del abandono han permanecido constantes a lo largo de la historia y pueden resumirse en dos: la ilegitimidad de la criatura y la miseria.
Durante siglos, la población abandonaba a estos recién nacidos en los descampados o a las puertas de los conventos, con la esperanza de que fueran recogidos por caridad,
Los pocos que conseguían sobrevivir pasarían a engrosar las filas de la mendicidad y, sin protección familiar, sufrirían todo tipo de maltratos por parte de la población que les negada, incluso, el derecho a ganarse la vida.
En este sentido, hubo unos cambios legislativos importantes de protección de la infancia en los siglos XVIII y XIX.
En 1786 se promulgaron unas leyes que daban a los niños expósitos los mismos derechos que al resto de ciudadanía y protegían a las criaturas de los tan frecuentes malos tratos que sufrían.
Otra ley capital fue la promulgada en 1796 en la que se despenalizaba el abandono infantil lo que llevó a la paulatina desaparición del abandono por exposición en descampados o en la calle. Esta ley hizo que se desarrollaran en España hospitales, casas-torno y maternidades para ésta función.
Las formas de abandono fueron variando a lo largo de la historia pasando de la exposición que era la modalidad más frecuente hasta el siglo XIX al torno y posteriormente al abandono en las maternidades que fue mayoritario a lo largo del siglo XX.
En 1610, Juan de Bengoetxea creó la primera casa-asilo de niños huérfanos en Bilbao. 
En el siglo XVIII comenzaron a ser enviados al Hospital de  Zaragoza, con la mayoría de ellos falleciendo en el traslado.
En 1794, se descentralizó la ubicación de las inclusas, y los expósitos vizcaínos comenzaron a enviarse a Calahorra, mejorando algo  las condiciones previas cuando eran conducidos hasta Zaragoza. Finalmente, en 1806, se encargó a la Diputación de Vizcaya el amparo de los huérfanos de la provincia creando una casa de expósitos en Bilbao.
Entre los años 1807 y 1843, la Diputación vizcaína recogió una media de 124 niños abandonados por año con un índice de mortalidad del 39.5% lo que era un buen resultado para la época. Dado que la vida de las criaturas dependía de las nodrizas, la Diputación Foral contrató nodrizas para que criaran a los expósitos en sus aldeas y acudieran, mensualmente, a Bilbao a cobrar su salario de lactancia.
En muchas ocasiones, las nodrizas prohijaban al niño a la edad de siete años, en caso contrario era devuelto a la Misericordia de la Diputación Foral.
No fue hasta 1845, cuando se creó la casa de lactancia que acogía a los niños abandonados para recibir lactancia natural y cuidados médicos hasta que pudieran ser colocados con nodrizas externas. Estaba ubicada en un piso alquilado y mal acondicionado, que contaba con sólo 10 camas, y donde 4 nodrizas amamantaban a 30 niños.
Así llegamos a 1878 cuando el ayuntamiento de Bilbao proporcionó un solar en terrenos de Begoña y la Diputación, con la ayuda de numerosos donativos privados, edificó un edificio capaz para albergar a cien niños. Su cuidado fue encomendado  a las Hijas de la Caridad de San Vicente Paúl.

## Datos de actividad
A finales del siglo XIX el número de niños ingresados cada año se acercaba a los tres centenares, y en la primera década del siglo XX, llegó a 350 al año con un índice de mortalidad aproximado del 30%.
Entre 1920 y 1935 el número de ingresos se estabilizó en torno a los doscientos al año. Extrapolando estos datos, podemos concluir que unos 16000 niños pasaron por La Casa de Expósitos de Vizcaya a lo largo de su historia. La mayoría de ellos eran abandonados definitivamente por uno o ambos progenitores.  
Se tomaron medidas para la mejora de la higiene y la alimentación de los niños ingresados. Incluso se sustituyó el antiguo torno con la inscripción que lo presidía: Mi padre y mi madre me arrojaron de sí, la caridad divina me acoge aquí".
A partir de la inauguración de la Casa de Maternidad en 1895, el mismo médico atendía ambas casas, pero en el año 1924 se decidió contratar un pediatra para atender a los niños. Dicha labor fue llevada a cabo hasta los años cuarenta por Enrique López de la Alberca, más conocido como Dr. Alberca, a quien el Municipio dedicó una calle. Le sucedió en el cargo el pediatra Santos Sanz Sánchez.
A partir de 1935 se redujo notablemente la mortalidad de los niños, tanto por la atención médica y de las monjas, como por las mejoras en la lactancia artificial y las medidas higiénicas tomadas.
Las causas más frecuentes de muerte  de los niños eran las infecciones e intolerancias digestivas y las infecciones respiratorias. Con la creación en Bilbao de la Gota de Leche en 1907, donde se suministraba leche maternizada a las criaturas, mejoró la situación. No sería hasta la década de los años cuarenta del siglo XX cuando aparecieron las primeras leches artificiales de calidad que eliminaron definitivamente las nodrizas.
Durante la guerra civil, el miedo a los bombardeos obligó a un traslado a Las Arenas, donde permanecieron niños y cuidadores durante dos años.
En la posguerra, la carestía de medios ocasionó un retroceso que no se superó hasta los años cincuenta en que con la utilización de la penicilina, el desarrollo vacunal (difteria, polio, tosferina, sarampión, etc.) y el tratamiento a los niños prematuros  hubo un descenso drástico en la mortalidad infantil.  
Ya a finales de los años cuarenta, pero más aún a partir de los cincuenta, los cambios en la sociedad invirtieron la situación de los niños abandonados, y llegó un momento en que el número de ingresos era muy inferior al de solicitudes de adopción.
En 1985 la Casa de Expósitos cerró sus puertas.